# 悪役商会 (プロレス)
悪役商会（あくやくしょうかい）は、1989年に全日本プロレスで結成されたユニット。2000年にプロレスリング・ノアに拠点を移し、男前軍（おとこまえぐん）と改称した。
なお八名信夫が主宰する俳優事務所「悪役商会」とは無関係。

## 概要
ジャイアント馬場が年齢の問題などで一線を退き、ラッシャー木村らとファミリー軍団を結成。これに対抗するユニットとして結成され、主に中盤の休憩前にタッグマッチを行っていた。当時の全日本プロレスのキャッチフレーズでもあった「明るく楽しく激しいプロレス」の「明るく楽しく」の部分はこのタッグマッチが請け負っていたと言える。試合後には木村から悪役商会の面々に茶々を入れるマイクパフォーマンスが行われ、全日本名物となっていた。
初期には大熊元司が参加していたが、大熊死去後の1990年代後半にはジャイアント・キマラ（2代目）・菊地毅・泉田竜舞なども加わっていた。
2000年に全日本プロレスが分裂し、悪役商会の構成員であった渕正信のみ全日本に残留。プロレスリング・ノアにおいて永源遥を中心に男前軍と改称して活動を続ける。木村・永源を中心に「男前軍」対「色男軍（旧ファミリー軍団）」として「続・ファミ悪決戦」が行われていた。木村が病気による長期療養（後に引退）に入ると、永源と百田光雄とのシングルマッチが定期的に第1試合に組まれて「ファミ悪決戦」が継続されるようになり、100を超えるシングルマッチを行った。
永源は2006年3月に引退し、悪役商会（およびその流れを組む男前軍）は遂に消滅したと思われたが、SUWAが百田との抗争を開始している。しかしSUWAも引退し、ファミ悪決戦の流れを汲む戦いは消滅した。
マイティ井上はかつての抗争を振り返り「悪役商会だって言われていたんだけど、別に悪いことをしていた覚えはないよ」と語っている。

## メンバー
- 永源遙
- 渕正信
- 大熊元司
- 泉田純
- マイティ井上（1994年、泉田負傷の穴埋めの為ファミリー軍団より移籍）
- ジョー・ディートン（1993年加入、その後来日が途絶えたため脱退）

準メンバー
- 菊地毅

メンバー外の共闘選手
- アブドーラ・ザ・ブッチャー
- ジャイアント・キマラ（2代目）